# Hyloniscus pilifer
Hyloniscus pilifer är en kräftdjursart som beskrevs av Karl Wilhelm Verhoeff1933. Hyloniscus pilifer ingår i släktet Hyloniscus och familjen Trichoniscidae. Inga underarter finns listade i Catalogue of Life.